# Philipp Bode
Philipp Bode (* 25. August 1806 in Bruchsal; † 22. Juni 1877 in Mannheim) war ein seit 1838 im badischen Staatsdienst stehender Jurist und Amtsvorstand, vergleichbar mit einem heutigen Landrat.

## Leben
Nach dem Studium der Rechtswissenschaften wurde Bode 1838 Regierungssekretär in Freiburg im Breisgau. Danach wurde er zum Bezirksamt Müllheim und dann zum Bezirksamt Schwetzingen versetzt, wo er zum Amtmann befördert wurde. Schließlich kam Philipp Bode 1843 zum Bezirksamt Walldürn und wurde im September 1848 Amtsvorstand beim Bezirksamt Sinsheim.
Die Zeit während der Badischen Revolution 1848/49 war für den Amtmann Bode in Sinsheim sehr schwierig, denn in der Amtsstadt und im Amtsbezirk waren die Revolutionäre in vielen Volksvereinen organisiert. Der Assessor Gustav Jägerschmidt war ab dem 19. Juni 1849 beauftragt zu untersuchen, welche Amtsträger im Bezirksamt Sinsheim sich während der revolutionären Umtriebe kompromittiert hatten. Über Bode urteilte er in seinem Bericht, dass Herr Amtmann Bode während der Revolutionszeit entschiedener hätte auftreten sollen, und dass er sich durch seine zweideutigen Amtshandlungen, durch sein Hin- und Herschwenken zwischen den politisch in zwei Teile scharf abgeschiedenen Einwohnern, selbst das Mißtrauen zugezogen hat ...
Der Karriere hatte diese Untersuchung schließlich nicht geschadet und Philipp Bode wurde sehr schnell, ab dem 27. September 1849, als Amtsvorstand an das Bezirksamt Gengenbach versetzt. 1852 wurde er zum Oberamtmann befördert und zur Regierung des Unterrheinkreises nach Mannheim versetzt. 1862 wurde er zum Regierungsrat ernannt und 1864 in den Ruhestand verabschiedet.